# Макгрегор, Аллан
А́ллан Джеймс Макгре́гор (англ. Allan James McGregor; 31 января 1982, Эдинбург, Шотландия) — шотландский футболист, игравший на позиции вратаря. Выступал за национальную сборную Шотландии.
Макгрегор — воспитанник глазговского «Рейнджерс», в котором он дебютировал в 2002 году в поединке Кубка Шотландии против «Форфар Атлетик». Прежде чем стать основным голкипером «джерс», Аллан поиграл в аренде в таких клубах, как «Сент-Джонстон» и «Данфермлин Атлетик». Со старта сезона 2006/07 Макгрегор окончательно обосновался в роли «первого номера» «Рейнджерс». Летом 2012 года Аллан был вынужден покинуть глазговский коллектив из-за финансовых неурядиц команды. За свою одиннадцатилетнюю карьеру в составе «Рейнджерс» Макгрегор провёл 275 официальных матчей, выиграв десять трофеев — четыре титула чемпиона Шотландии и по три звания обладателя национального Кубка и Кубка шотландской лиги. 26 июля вратарь перебрался в Турцию, где подписал 2-летний контракт с клубом «Бешикташ».
С 2007 года по 2018 год Макгрегор защищал цвета национальной сборной Шотландии — первый выход на поле состоялся 30 мая, когда Аллан отыграл один тайм поединка с Австрией. Весной 2009 года голкипер вместе со своим одноклубником по «Рейнджерс», Барри Фергюсоном, был пожизненно отстранён от игр за «тартановую армию» за «неподобающее поведение». Через год новый наставник «горцев» Крейг Левейн простил Макгрегора и вновь призвал голкипера под знамёна национальной команды. Всего на счету в составе «тартановой армии» Аллан провёл 42 матча.

## Клубная карьера

### Первые годы в «Рейнджерс»
Макгрегор родился 31 января 1982 года в столице Шотландии — городе Эдинбурге. В 1998 году Аллан поступил в Академию глазговского клуба «Рейнджерс». В первом же сезоне в стане молодёжной команды «джерс» в одном из матчей голкипер серьёзно повредил запястье, из-за чего был вынужден пропустить весь футбольный год. Тем не менее, оправившись от повреждения, Макгрегор стал безоговорочным первым вратарём «дубля» «Рейнджерс». Уверенная игра Аллана в воротах резервной команды привлекла внимание со стороны тренеров первого состава глазговцев. Летом 2001 года вратарь подписал с «джерс» профессиональный контракт.
Дебют Макгрегора в первой команде «Рейнджерс» состоялся 24 февраля 2002 года. В тот день глазговцы в поединке 1/4 финала Кубка Шотландии со счётом 6:0 разгромили оппонентов из «Форфар Атлетик», а сам Аллан появился на поле на 73-й минуте встречи, заменив основного голкипера «джерс» Штефана Клоса. Двумя месяцами позднее 20-летний Макгрегор впервые принял участие в игре первенства страны, проведя полный матч против клуба «Абердин». В сезоне 2002/03 Аллан не сыграл ни одной встречи за «джерс», оставаясь вторым голкипером «Рейнджерс» и дублёром Штефана Клоса. Следующий футбольный год также не принёс в карьеру Макгрегора больших изменений — он поучаствовал всего в шести матчах глазговцев: четырёх поединках чемпионата Шотландии и двух Кубка лиги.

### «Сент-Джонстон» и «Данфермлин Атлетик»
10 августа 2004 года Аллан по полугодичному арендному соглашению перебрался в клуб Первого шотландского дивизиона «Сент-Джонстон». В тот же день Макгрегор впервые сыграл в воротах «святых» в матче на Кубок лиги против «Аллоа Атлетик». В период с конца ноября 2004 года по начало следующего года Аллан в шести подряд играх не пропустил ни одного мяча, вследствие чего его клуб выиграл пять поединков и ещё один свёл в ничью. За это достижение, а также за свою отличную игру, голкипер был удостоен приза «Игрока месяца» по итогам декабря. Всего за «Сент-Джонстон» Аллан сыграл 24 матча, включая одиннадцать «сухих». В «Рейнджерс» Макгрегор вернулся в январе 2005 года, мгновенно став первым голкипером «джерс» вследствие травмы Штефана Клоса. Но продлилось это недолго — главный тренер глазговцев Алекс Маклиш в последний день зимнего трансферного окна подписал нидерландского вратаря Роналда Ватеррёса и вновь усадил Аллана на скамейку запасных. Этот шаг наставника «Рейнджерс» вызвал у Макгрегора огромное неудовольствие, которое открыто было им выражено в одном из интервью.
В сезоне 2005/06 вратарь вновь отправился в аренду. На этот раз его новым временным работодателем стал клуб «Данфермлин Атлетик». Дебют Макгрегора в составе команды из Файфа состоялся 10 сентября 2005 года в матче против «Килмарнока». «Данфермлин» во многом благодаря уверенной игре Аллана в воротах в том футбольном году дошёл до финала Кубка шотландской лиги, где однако уступил «Селтику» со счётом 0:3. По окончании сезона Макгрегор вернулся в «Рейнджерс».

### «Рейнджерс»
В межсезонье у «джерс» сменился главный тренер — вместо покинувшего команду Алекса Маклиша на этот пост был назначен француз Поль Ле Гуэн. Тренер сразу обозначил приоритеты на место «первого номера» — Клос, Летизи и только потом Макгрегор. Вскоре Аллан был выставлен на трансфер. Однако высокая трансферная цена голкипера отпугнула большинство потенциальных работодателей Макгрегора, поэтому руководство «Рейнджерс» решило оставить его в команде минимум до лета следующего года. Перед началом сезона неожиданную травму получил первый вратарь клуба Штефан Клос — во время прогулки на велосипеде немец повредил связки плеча и выбыл на четыре месяца. Это означало, что футбольный год Макгрегор начнёт в качестве второго голкипера клуба, а основным стражем ворот «джерс» будет Лионель Летизи. Вскоре француз также травмировался, что сделало Аллана первым вратарём глазговцев. Макгрегор всецело реализовал свой шанс — с первой же игры сезона, коей стал поединок с «Килмарноком», голкипер до конца футбольного года своей отличной игрой доказал всем, что заслуживает места в основном составе. По итогам сентября 2006 года Аллан был признан «Игроком месяца шотландской Премьер-лиги». Вскоре после этого голкипер продлил свой контракт с «Рейнджерс» ещё на три года. Несмотря на впечатляющую игру Макгрегора Ле Гуэн всё ещё рассматривал в качестве основного голкипера не его, а Летизи. Но затем Лионель травмировался снова, и французский специалист официально объявил, что отдаёт «пост номер один» шотландцу. 22 февраля 2007 года «джерс» в рамках розыгрыша Кубка УЕФА встречались с израильским клубом «Хапоэль» из города Тель-Авив. На 73-й минуте матча итальянский арбитр Маттео Трефолони удалил с поля шотландского голкипера за удар головой игрока «красных дьяволов» Лучано Де Бруно. Эпизод остался без внимания телевизионных камер, поэтому послематчевая апелляция со стороны «Рейнджерс» была отклонена, а Макгрегор был наказан двухматчевой дисквалификацией. В конце сезона одноклубники Аллана по «джерс» выбрали голкипера «Игроком года».
В сентябре 2007 года Макгрегор пролонгировал с глазговцами соглашение о сотрудничестве ещё на четыре года. Следующий футбольный год Аллан также провёл, будучи первым вратарём клуба, выиграв конкуренцию за место в основном составе у бывшего голкипера английского «Манчестер Юнайтед» Роя Кэрролла. В марте 2008 года Макгрегор своей отличной игрой в воротах «джерс» очень помог одолеть глазговцам немецкий «Вердер», за что был удостоен похвалы от главного тренера клуба Уолтера Смита. 22 марта 2008 года, отыграв за «Рейнджерс» в матче против «Хиберниана», Макгрегор провёл свой сотый матч в Премьер-лиге в составе шотландского гранда. Шестью днями ранее Аллан принял участие в финальном поединке Кубка лиги, в котором «джерс» переиграли в серии пенальти «Данди Юнайтед». В третьем в сезоне 2007/08 дерби «Old Firm» против «Селтика», состоявшемся 16 апреля 2008 года, Макгрегор отличился отбитым ударом с одиннадцатиметровой отметки в исполнении австралийского форварда «кельтов» Скотта Макдональда. Вскоре Аллан получил повреждение лодыжки и был вынужден покинуть поле. Травма вывела голкипера из строя до конца сезона — из-за неё страж ворот пропустил важнейшие для «джерс» матчи окончания футбольного года — финалы национального Кубка и Кубка УЕФА. Летом вратарь заключил с «Рейнджерс» новый контракт, по которому он оставался в Глазго ещё на пять лет с чистой зарплатой в миллион евро в год. В первом туре шотландского чемпионата сезона 2008/09, коим была встреча с «Фалкирком» Макгрегор впервые вывел «джерс» на поле в качестве капитана команды. Произошло это в виду невозможности участия в матче по разным причинам «постоянного» капитана Барри Фергюсона и вице-капитанов Дэвида Уэйра и Карлоса Куэльяра. До апреля 2009 года Макгрегор оставался первым вратарём глазговцев, после чего случился знаменитый на всю Шотландию скандал, связанный с демонстрацией Алланом вместе с Барри Фергюсоном оскорбительных жестов во время матча национальной команды страны с Исландией, результатом которой стало отстранение обоих футболистов от игр за клуб и сборную. В сезоне 2009/10 голкипер вернул себе место в основном составе «Рейнджерс». Всего за этот футбольный год он провёл 46 встреч, завоевав звание победителя Премьер-лиги и став обладателем Кубка лиги. Тем не менее на финальные матчи наставник «джерс» Уолтер Смит предпочёл видеть в качестве стража ворота не Макгрегора, а второго вратаря клуба Нила Александера.
В октябре 2010 года Шотландская футбольная ассоциация наложила на Аллан одноматчевую дисквалификацию за удар ногой нападающего «Абердина» Криса Магуайра. В апреле следующего года Макгрегор вновь подтвердил свою квалификацию специалиста по отражению пенальти, справившись с одиннадцатиметровым ударом в поединке против «Гамильтон Академикал». По итогам того же месяца голкипер во второй раз в карьере был удостоен приза «Игроку месяца шотландской Премьер-лиги». Достижения Макгрегора в апреле включали пять матчей, в которых он оставил свои ворота в неприкосновенности, в том числе великолепная игра вратаря в дерби «Old Firm», в котором он вновь отразил пенальти за восемь минут до конца поединка, позволив «Рейнджерс» удержать сложную ничью. Сезон «джерс» и Аллан закончили на мажорной ноте, в третий раз подряд став чемпионами Шотландии. Всего за футбольный год Макгрегор провёл 22 «сухих» матча в Премьер-лиге. Также по окончании сезона Аллан заявил, что хотел бы продлить с «Рейнджерс» соглашение о сотрудничестве. Предложение от руководства глазговцев не заставило себя ждать, и 4 июля Макгрегор поставил подпись под новым 6-летним контрактом. Старт сезона у Аллан удался — в первых девяти матчах первенства он пропустил всего лишь один гол, случившийся во встрече с «Харт оф Мидлотиан». В первом дерби «Old Firm» футбольного года Макгрегор совершил грубейшую ошибку, не справившись с несложным ударом защитника «Селтика» Бадра Эль-Каддури. К счастью для «джерс» данный промах вратаря не стал фатальным — матч «рейнджеры» выиграли со счётом 4:2.
В июне 2012 года Аллан выступил в заявлением, что он намерен покинуть стан «Рейнджерс», не желая участвовать в структуре, созданной новым владельцем «джерс» Чарльзом Грином, купившим клуб на пике его финансовых проблем в середине 2012 года. Ранее Шотландская профессиональная футбольная ассоциация (профсоюз футболистов страны) объявила, что любые игроки глазговцев при желании имеют право стать свободными агентами без выплаты «рейнджерам» компенсации.

### «Бешикташ»
26 июля на правах свободного агента Макгрегор присоединился к турецкому клубу «Бешикташ», подписав с «чёрными орлами» 2-летний контракт. 1 сентября Аллан впервые защищал ворота стамбульцев в официальной встрече, сыграв полный матч и не пропустив ни одного гола в поединке с «Карабюкспором».
Статистика Макгрегора в проведенном сезоне чемпионата Турции — 27 матчей (все — в стартовом составе), 39 пропущенных мячей, две жёлтые карточки.

### «Халл Сити»
2 июля 2013 года перешёл из турецкого клуба «Бешикташ» в английский «Халл Сити», который по итогам предыдущего сезона пробился в премьер-лигу. С 31-летним футболистом уже заключен контракт, срок которого рассчитан на три года.

### Второй приход в «Рейнджерс»
В мае 2018 года Аллан вернулся в «Рейнджерс», подписав контракт на 2 года.

### Клубная статистика
| Клуб                          | Сезон                         | Чемпионат | Чемпионат | Кубок | Кубок | Кубок Лиги | Кубок Лиги | Кубок вызова | Кубок вызова | Еврокубки | Еврокубки | Итого | Итого |
| Клуб                          | Сезон                         | Игры      | Голы      | Игры  | Голы  | Игры       | Голы       | Игры         | Голы         | Игры      | Голы      | Игры  | Голы  |
| ----------------------------- | ----------------------------- | --------- | --------- | ----- | ----- | ---------- | ---------- | ------------ | ------------ | --------- | --------- | ----- | ----- |
| Рейнджерс                     | 2001/02                       | 2         | −1        | 1     | 0     | —          | —          | —            | —            | —         | —         | 3     | −1    |
| Рейнджерс                     | 2003/04                       | 4         | −6        | —     | —     | 2          | 0          | —            | —            | —         | —         | 6     | −6    |
| Рейнджерс                     | 2004/05                       | 2         | −1        | —     | —     | —          | —          | —            | —            | —         | —         | 2     | −1    |
| Рейнджерс                     | 2006/07                       | 31        | −27       | 1     | −3    | 2          | −2         | —            | —            | 7         | −3        | 41    | −35   |
| Рейнджерс                     | 2007/08                       | 31        | −25       | 3     | −1    | 3          | −3         | —            | —            | 16        | −11       | 53    | −40   |
| Рейнджерс                     | 2008/09                       | 27        | −21       | 3     | −1    | 3          | −2         | —            | —            | —         | —         | 33    | −24   |
| Рейнджерс                     | 2009/10                       | 34        | −22       | 6     | −7    | —          | —          | —            | —            | 6         | −13       | 46    | −42   |
| Рейнджерс                     | 2010/11                       | 37        | −23       | 3     | −3    | —          | —          | —            | —            | 8         | −9        | 48    | −35   |
| Рейнджерс                     | 2011/12                       | 37        | −26       | 2     | −2    | —          | —          | —            | —            | 4         | −5        | 43    | −33   |
| Всего за «Рейнджерс»          | Всего за «Рейнджерс»          | 205       | −152      | 19    | −17   | 10         | −7         | 0            | 0            | 41        | −41       | 275   | −217  |
| Сент-Джонстон                 | 2004/05                       | 20        | −13       | —     | —     | 1          | −3         | 3            | −2           | —         | —         | 24    | −18   |
| Всего за «Сент-Джонстон»      | Всего за «Сент-Джонстон»      | 20        | −13       | 0     | 0     | 1          | −3         | 3            | −2           | 0         | 0         | 24    | −18   |
| Данфермлин                    | 2005/06                       | 26        | −40       | 1     | −4    | 4          | −6         | —            | —            | —         | —         | 31    | −50   |
| Всего за «Данфермлин Атлетик» | Всего за «Данфермлин Атлетик» | 26        | −40       | 1     | −4    | 4          | −6         | 0            | 0            | 0         | 0         | 31    | −50   |
| Бешикташ                      | 2012/13                       | 23        | −32       | —     | —     | —          | —          | —            | —            | —         | —         | 27    | −39   |
| Всего за «Бешикташ»           | Всего за «Бешикташ»           | 23        | −32       | 0     | 0     | 0          | 0          | 0            | 0            | 0         | 0         | 23    | −32   |
| Всего за карьеру              | Всего за карьеру              | 274       | −237      | 20    | −21   | 15         | −16        | 3            | −2           | 41        | −41       | 353   | −317  |

(откорректировано по состоянию на 2 июля 2013)

## Сборная Шотландии
В период с 2002 по 2003 год Макгрегор провёл шесть игр за молодёжную сборную Шотландии. 30 января 2007 года Аллан был впервые в своей карьере призван под знамёна первой национальной команды. 30 мая того же года состоялся дебют вратаря в сборной. В товарищеском матче против Австрии Макгрегор защищал ворота «тартановой армии» первый тайм, после чего был заменён на Крейга Гордона. Свою вторую встречу в национальной команде голкипер провёл в августе 2008 года с Северной Ирландией. Макгрегор вышел на второй тайм поединка и блеснул реакцией, парировав пенальти в исполнении Дэвида Хили. В своей третьей игре за национальную команду (против Аргентины) Аллан впервые отыграл все 90 минут. И хотя «тартановая армия» и проиграла со счётом 0:1, действия голкипера отмечались с самой положительной стороны. 28 марта 2009 года Макгрегор дебютировал в сборной в официальном матче — в тот день в рамках отборочного турнира к чемпионату мира 2010 шотландцы соперничали с командой Нидерландов.

3 апреля 2009 года голкипер вместе со своим одноклубником по «Рейнджерс» Барри Фергюсоном был отстранён от игр за национальную команду за распитие алкогольных напитков и самовольное покидание расположения сборной после поединка с Нидерландами и демонстрации оскорбительных жестов во встрече с Исландией. Позднее вратарь извинился за своё поведение. В феврале следующего года Аллан вновь оказался под огнём критики журналистов Шотландии, после того, как подрался, возвращаясь из одного ночного клуба в центре Глазго. Наставник сборной страны Крейг Левейн по этому поводу заявил: 
Признаться, мне надоел этот «цирк» вокруг фигуры Макгрегора. Я думал, что эпизод годичной давности «выбил» из него всю эту глупость, однако, по-видимому, ошибался. Надеюсь, что Аллан поумнеет и вскоре вновь заиграет в воротах «тартановой армии».
Голкипер внял словам главного тренера национальной команды, и в августе 2010 года Левейн вновь призвал Макгрегора под знамёна сборной на товарищеский матч против Швеции. В той встрече Аллан вновь продемонстрировал хорошую игру, но не смог предотвратить тяжёлое поражение своей команды — 0:3.

В отборочном цикле к европейскому первенству 2012 Макгрегор был основным вратарём. Стартовала сборная Шотландии с ничьи с литовцами и победы над Лихтенштейном. После следующего матча «тартановой армии», коим был поединок с Чехией, голкипер был признан лучшим игроком встречи, даже несмотря на то, что «горцы» уступили своим оппонентам. Следом Макгрегор вновь продемонстрировал свои лучшие качества в игре против действующих чемпионов мира и Европы — испанцев. И опять был признан «Игроком матча» при поражении шотландцев. Испанский футболист Пабло Эрнандес так охарактеризовал игру голкипера: 
Несомненно, Макгрегор — вратарь мирового класса. Он совершил несколько просто фантастических спасений своих ворот и продемонстрировал отличную игру.
Выступления Аллана были также отмечены спортивными журналистами страны, которые назвали его «Игроком года в сборной Шотландии» сезона 2010/11.
В феврале 2011 года Макгрегор помог «тартановой армии» одержать крупную победу 3:0 над североирландцами в стартовом матче Кубка наций 2011. Перед вторым поединком турнира, против сборной Уэльса, наставник шотландцев Левейн охарактеризовал Аллана, как «настоящий бриллиант» и «лучший голкипер», с кем приходилось работать Крейгу в национальной команде. Против валлийцев вратарь провёл свою двенадцатую игру в форме « тартановой армии», а через четыре дня достиг рубежа «чёртовой дюжины» в числе матчей за «горцев», поучаствовав во встрече с Ирландией.
Перед этим, 27 марта, Макгрегор сыграл в товарищеском матче со сборной Бразилии, который был проведён на лондонской арене «Эмирейтс». Игроки «тартановой армии» не смогли сдержать молодого форварда «кудесников мяча» Неймара, оформившего «дубль» и принёсшего своей команде победу со счётом 2:0. В августе и сентябре Аллан провёл ряд неудачных матчей, в которых он делал невынужденные ошибки, стоившие его команде пропущенных мячей, за что Макгрегор был раскритикован журналистами «горной страны»
На сегодняшний день Аллан провёл в составе национальной команды Шотландии 33 игры.

### Матчи и пропущенные голы за сборную Шотландии
| №  | Дата             | Место                                                | Оппонент          | Счёт | Голы | Соревнование                                      |
| 1  | 30 мая 2007      | «Герхард Ханаппи», Вена, Австрия                     | Австрия           | 1:0  | —    | Товарищеский матч                                 |
| 2  | 20 августа 2008  | «Хэмпден Парк», Глазго, Шотландия                    | Северная Ирландия | 0:0  | —    | Товарищеский матч                                 |
| 3  | 19 ноября 2008   | «Хэмпден Парк», Глазго, Шотландия                    | Аргентина         | 0:1  | −1   | Товарищеский матч                                 |
| 4  | 28 марта 2009    | «Амстердам АренА», Амстердам, Голландия              | Голландия         | 0:3  | −3   | Отборочный матч чемпионата мира по футболу 2010   |
| 5  | 11 августа 2010  | «Росунда», Стокгольм, Швеция                         | Швеция            | 0:3  | −3   | Товарищеский матч                                 |
| 6  | 3 сентября 2010  | Стадион имени С. Дарюса и С. Гиренаса, Каунас, Литва | Литва             | 0:0  | —    | Отборочный матч чемпионата Европы по футболу 2012 |
| 7  | 7 сентября 2010  | «Хэмпден Парк», Глазго, Шотландия                    | Лихтенштейн       | 2:1  | −1   | Отборочный матч чемпионата Европы по футболу 2012 |
| 8  | 8 октября 2010   | «Синот Тип Арена», Прага, Чехия                      | Чехия             | 0:1  | −1   | Отборочный матч чемпионата Европы по футболу 2012 |
| 9  | 12 октября 2010  | «Хэмпден Парк», Глазго, Шотландия                    | Испания           | 2:3  | −3   | Отборочный матч чемпионата Европы по футболу 2012 |
| 10 | 9 февраля 2011   | «Авива», Дублин, Ирландия                            | Северная Ирландия | 3:0  | —    | Кубок наций 2011                                  |
| 11 | 27 марта 2011    | «Эмирейтс», Лондон, Англия                           | Бразилия          | 0:2  | −2   | Товарищеский матч                                 |
| 12 | 25 мая 2011      | «Авива», Дублин, Ирландия                            | Уэльс             | 3:1  | −1   | Кубок наций 2011                                  |
| 13 | 29 мая 2011      | «Авива», Дублин, Ирландия                            | Ирландия          | 0:1  | −1   | Кубок наций 2011                                  |
| 14 | 10 августа 2011  | «Хэмпден Парк», Глазго, Шотландия                    | Дания             | 2:1  | −1   | Товарищеский матч                                 |
| 15 | 3 сентября 2011  | «Хэмпден Парк», Глазго, Шотландия                    | Чехия             | 2:2  | −2   | Отборочный матч чемпионата Европы по футболу 2012 |
| 16 | 6 сентября 2011  | «Хэмпден Парк», Глазго, Шотландия                    | Литва             | 1:0  | —    | Отборочный матч чемпионата Европы по футболу 2012 |
| 17 | 8 октября 2011   | «Райнпарк Штадион», Вадуц, Лихтенштейн               | Лихтенштейн       | 1:0  | —    | Отборочный матч чемпионата Европы по футболу 2012 |
| 18 | 11 октября 2011  | «Хосе Рико Перес», Аликанте, Испания                 | Испания           | 1:3  | −3   | Отборочный матч чемпионата Европы по футболу 2012 |
| 19 | 11 ноября 2011   | «Антонис Пападопулос», Ларнака, Кипр                 | Кипр              | 2:1  | −1   | Товарищеский матч                                 |
| 20 | 29 февраля 2012  | «Бонифика», Копер, Словения                          | Словения          | 1:1  | −1   | Товарищеский матч                                 |
| 21 | 27 мая 2012      | «Ивербанк Филд», Джэксонвилл, США                    | США               | 1:5  | −5   | Товарищеский матч                                 |
| 22 | 15 августа 2012  | «Истер Роуд», Эдинбург, Шотландия                    | Австралия         | 3:1  | −1   | Товарищеский матч                                 |
| 23 | 8 сентября 2012  | «Хэмпден Парк», Глазго, Шотландия                    | Сербия            | 0:0  | —    | Отборочный матч чемпионата мира по футболу 2014   |
| 24 | 11 сентября 2012 | «Хэмпден Парк», Глазго, Шотландия                    | Македония         | 1:1  | −1   | Отборочный матч чемпионата мира по футболу 2014   |
| 25 | 12 октября 2012  | «Кардифф Сити», Кардифф, Уэльс                       | Уэльс             | 1:2  | −2   | Отборочный матч чемпионата мира по футболу 2014   |
| 26 | 16 октября 2012  | Стадион короля Бодуэна, Брюссель, Бельгия            | Бельгия           | 0:2  | −2   | Отборочный матч чемпионата мира по футболу 2014   |
| 27 | 6 февраля 2013   | «Питтодри», Абердин, Шотландия                       | Эстония           | 1:0  | —    | Товарищеский матч                                 |
| 28 | 22 марта 2013    | «Хэмпден Парк», Глазго, Шотландия                    | Уэльс             | 1:2  | −2   | Отборочный матч чемпионата мира по футболу 2014   |
| 29 | 7 июня 2013      | «Максимир», Загреб, Хорватия                         | Хорватия          | 1:0  | —    | Отборочный матч чемпионата мира по футболу 2014   |
| 30 | 14 августа 2013  | «Уэмбли», Лондон, Англия                             | Англия            | 2:3  | −3   | Товарищеский матч                                 |
| 31 | 15 октября 2013  | «Хэмпден Парк», Глазго, Шотландия                    | Хорватия          | 2:0  | —    | Отборочный матч чемпионата мира по футболу 2014   |
| 32 | 14 августа 2014  | «Крейвен Коттедж», Лондон, Англия                    | Нигерия           | 2:2  | −2   | Товарищеский матч                                 |
| 33 | 25 марта 2015    | «Хэмпден Парк», Глазго, Шотландия                    | Северная Ирландия | 1:0  | —    | Товарищеский матч                                 |

Итого: 33 матча / 42 пропущенных гола; 13 побед, 7 ничьих, 13 поражений.
(откорректировано по состоянию на 25 марта 2015)

### Сводная статистика игр/голов за сборную
| Сборная          | Год              | Отборочные матчи ЧМ | Отборочные матчи ЧМ | Финальные матчи ЧМ | Финальные матчи ЧМ | Отборочные матчи ЧЕ | Отборочные матчи ЧЕ | Финальные матчи ЧЕ | Финальные матчи ЧЕ | Кубок наций | Кубок наций | Товарищеские матчи | Товарищеские матчи | Итого | Итого |
| Сборная          | Год              | Игры                | Голы                | Игры               | Голы               | Игры                | Голы                | Игры               | Голы               | Игры        | Голы        | Игры               | Голы               | Игры  | Голы  |
| ---------------- | ---------------- | ------------------- | ------------------- | ------------------ | ------------------ | ------------------- | ------------------- | ------------------ | ------------------ | ----------- | ----------- | ------------------ | ------------------ | ----- | ----- |
| Шотландия        | 2007             | —                   | —                   | —                  | —                  | —                   | —                   | —                  | —                  | —           | —           | 1                  | 0                  | 1     | 0     |
| Шотландия        | 2008             | —                   | —                   | —                  | —                  | —                   | —                   | —                  | —                  | —           | —           | 2                  | −1                 | 2     | −1    |
| Шотландия        | 2009             | 1                   | −3                  | —                  | —                  | —                   | —                   | —                  | —                  | —           | —           | —                  | —                  | 1     | −3    |
| Шотландия        | 2010             | —                   | —                   | —                  | —                  | 4                   | −5                  | —                  | —                  | —           | —           | 1                  | −3                 | 5     | −8    |
| Шотландия        | 2011             | —                   | —                   | —                  | —                  | 4                   | −5                  | —                  | —                  | 3           | −2          | 3                  | −4                 | 10    | −11   |
| Шотландия        | 2012             | 4                   | −5                  | —                  | —                  | —                   | —                   | —                  | —                  | —           | —           | 3                  | −7                 | 7     | −12   |
| Шотландия        | 2013             | 3                   | −2                  | —                  | —                  | —                   | —                   | —                  | —                  | —           | —           | 2                  | −3                 | 5     | −5    |
| Шотландия        | 2014             | —                   | —                   | —                  | —                  | —                   | —                   | —                  | —                  | —           | —           | 1                  | −2                 | 1     | −2    |
| Шотландия        | 2015             | —                   | —                   | —                  | —                  | —                   | —                   | —                  | —                  | —           | —           | 1                  | −0                 | 1     | −0    |
| Всего за карьеру | Всего за карьеру | 8                   | −10                 | 0                  | 0                  | 8                   | −10                 | 0                  | 0                  | 3           | −2          | 14                 | −20                | 33    | −42   |

(откорректировано по состоянию на 25 марта 2015)

## Достижения

### Командные достижения
«Данфермлин Атлетик»
- Финалист Кубка шотландской лиги: 2005/06

«Рейнджерс»
- Чемпион Шотландии (5): 2004/05, 2008/09, 2009/10, 2010/11, 2020/21
- Обладатель Кубка Шотландии (3): 2001/02, 2007/08, 2008/09
- Обладатель Кубка шотландской лиги (3): 2007/08, 2009/10, 2010/11
- Финалист Кубка УЕФА: 2007/08
- Финалист Кубка шотландской лиги: 2008/09

Сборная Шотландии
- Серебряный призёр Кубка наций: 2011

### Личные достижения
- Игрок месяца шотландской Премьер-лиги (2): сентябрь 2006, апрель 2011